# سيباستيان ميشو
سيباستيان ميشو هو لاعب تايكوندو كندي، ولد في 7 مايو 1987 في جولييت في كندا.

## وصلات خارجية
- سيباستيان ميشو على موقع TaekwondoData.com (الإنجليزية)
- سيباستيان ميشو على موقع أوليمبيديا (الإنجليزية)
- سيباستيان ميشو على موقع اللجنة الأولمبية الكندية (الإنجليزية)